# Фрийтаун
Фрийтаун (на английски: Freetown – „Свободен град“) е столицата и най-големият град на Сиера Леоне.

## География
Разположен е на брега на Атлантическия океан. Има население 1 055 964 души по данни от 2015 г.

## История
Селището е основано през 1787 г. Името му идва от това, че първо там са се заселили освободени роби от Канада и Англия. В него се намират почти всички висши училища в страната.

## Икономика
Фрийтаун е икономическият и финансов център на Сиера Леоне. Много от офисите на големите корпорации, както и повечето от международните компании в страната, се намират във Фрийтаун.
Градската икономика се развива около пристанището, което е сред най-големите пристанища на континента Африка.

## Култура
Седалищата на националните радиостанции и телевизия са разположени основно във Фрийтаун.
В столицата функционира колежът Фюрах Бей – най-старото висше училище в Западна Африка, учреден през 1827 г.